# Макси Лонг
Макси Лонг (енгл. Maxwell Warburn "Maxey" Long; Waverley Масачусетс 16. октобар 1878 — Њујорк, 4. март 1959) је бивши амерички атлетичар победник трке на 400 метара на Летњим олимпијским играма 1900. у Паризу.
Пошто је освојио три титуле првака од 1898. до 1900. на 440 јарди (402 м) 1899, 220 јарди (201 м) и 1900. титулу 100 јарди (91 м) Макси Лонг са Колумбија универзитета био је фаворит за освајање олипијске титуле у Паризу.
У Паризу, Лонг је водио трку од почетка до краја, победивши свог колегу из репреентације Вилијама Холанда за 3 јарда (2,7 м), резултатом 49,4 што је био нови олимпијски рекорд. 
После олимпијских игара, неко време је трчао у Уједињеном Краљевству, а на повратку кући на крају сезоне, био је изузетној форми. По повратку кући 29. септембра резултатом 47,8 постао је Први светски рекордер у овој дисциплини.
Рекорд му је остао до 1916, када га је оборио његов земљак Едвин Мередит